# Meßdunk

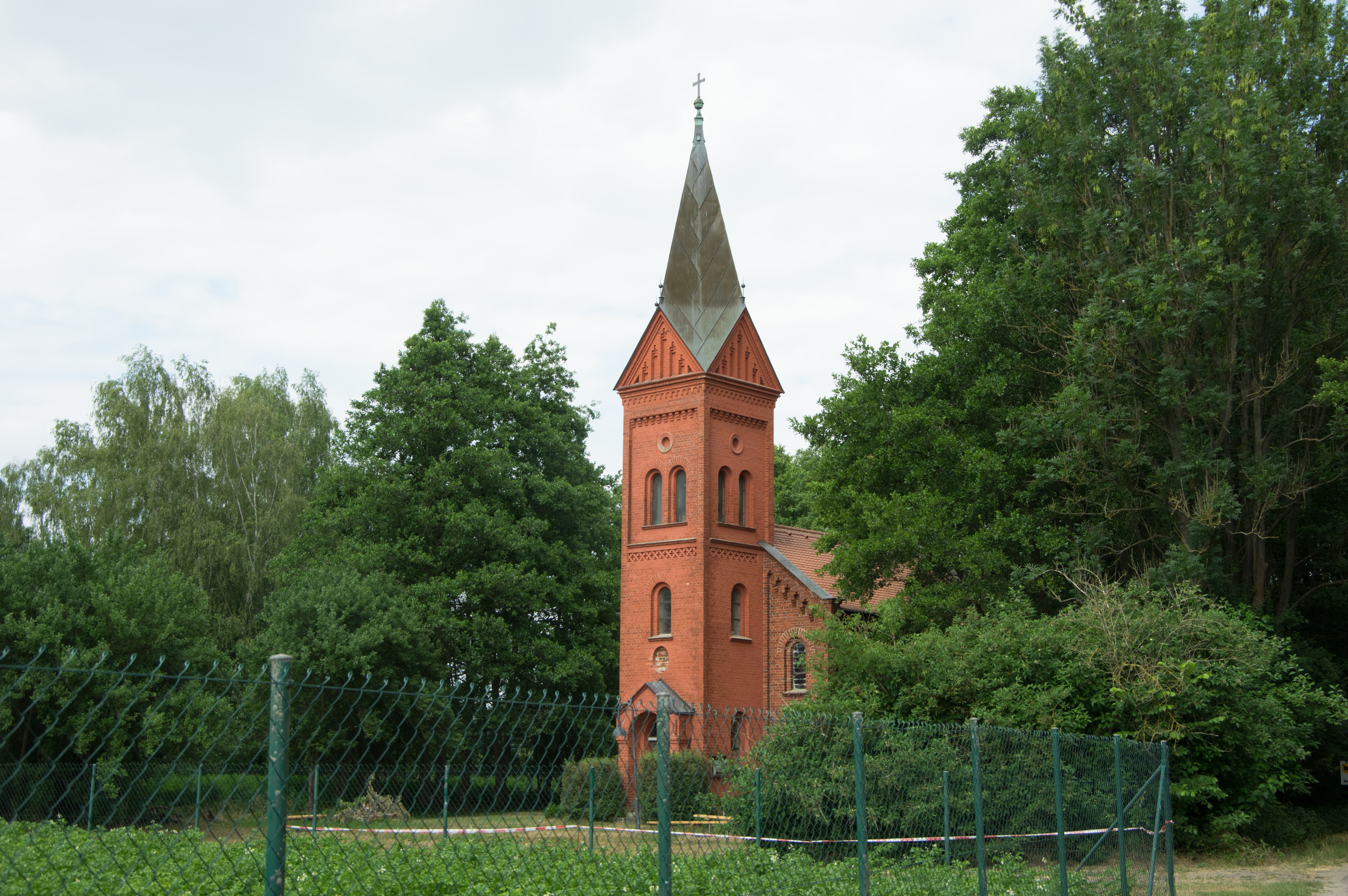
Die Kirche in Meßdunk

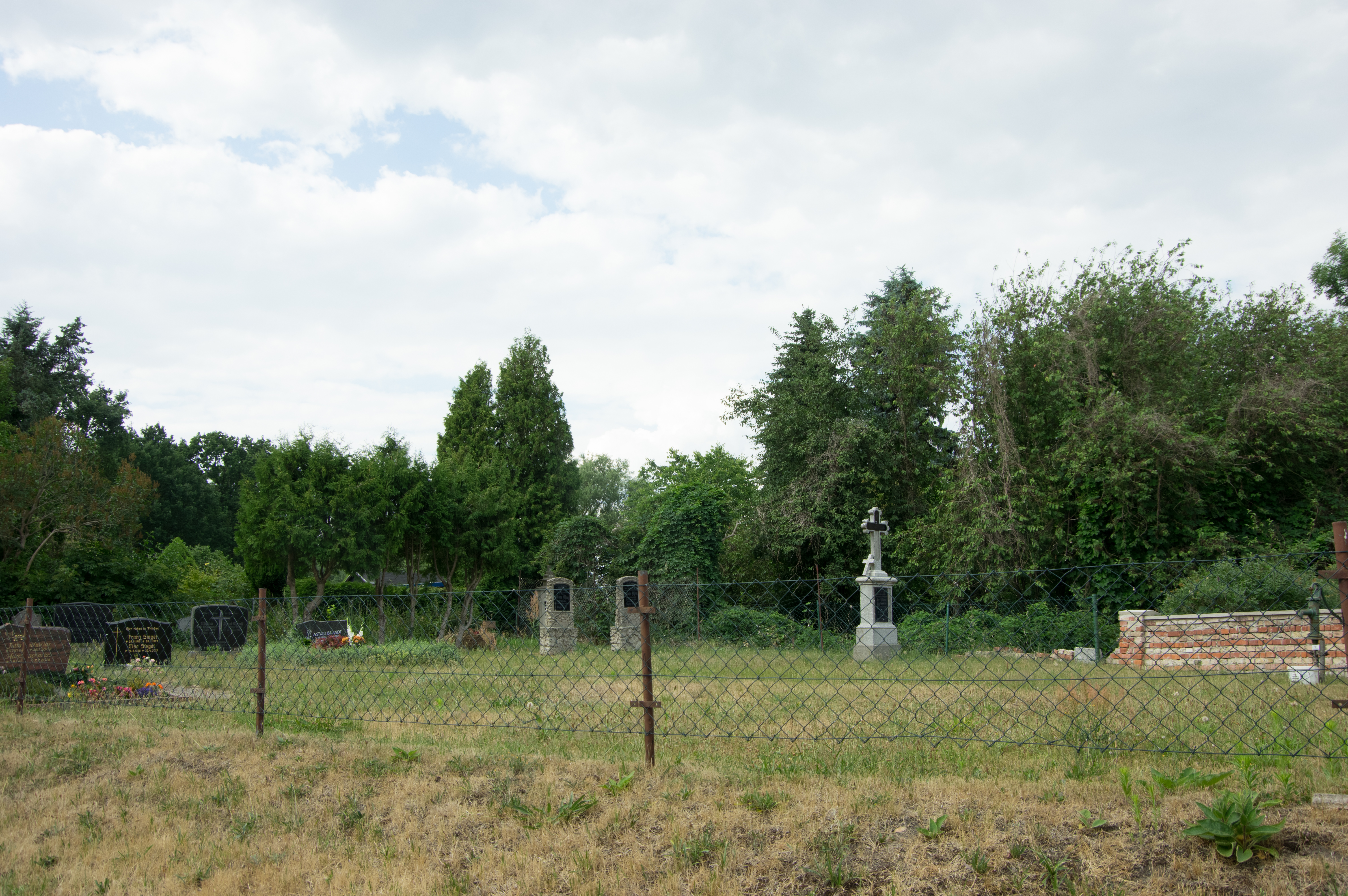
Der Friedhof in Meßdunk und Standort der alten Kirche

Meßdunk ist ein Wohnplatz in Reckahn, einem Ortsteil der Gemeinde Kloster Lehnin im Landkreis Potsdam-Mittelmark im Westen des deutschen Bundeslandes Brandenburg. Der Ort liegt circa 12 Kilometer südlich der Stadt Brandenburg an der Havel und zwei Kilometer südwestlich von Reckahn. Eine befestigte Zufahrt gibt es nur von Reckahn aus.

## Geschichte
Im Norden des Ortes wurden beim Anlegen von Fischteichen menschliche Skelettteile und Keramiken aus dem 13. und 14. Jahrhundert gefunden, die die Gründung einer Siedlung belegt. Schon damals gehörte der Ort zum Besitz der Familie von Rochow und somit zum Gut Reckahn. Die erstmalige urkundliche Erwähnung findet sich im Landbuch Karls IV. im Jahre 1375. Aus einer Kirchvisitation im Jahr 1540 ist erstmals die Existenz einer Dorfkirche überliefert.
Im Dreißigjährigen Krieg lebte kaum noch jemand in dem Ort, 1652 waren nur noch zwei Kossäten ansässig. Um 1745 sind wieder elf Kossätten belegt. 1775 wird erstmals ein Vorwerk genannt, zu Beginn des 19. Jahrhunderts war Meßdunk nur noch eine Kolonie, kein Dorf mehr. Im weiteren Verlauf des 19. Jahrhunderts schrumpfte die Einwohnerzahl des Ortes im Gegensatz zu den umliegenden Dörfern. So lebten 1801 noch 67 Menschen im Ort, 1837 war die Zahl der Einwohner auf 48 gesunken. Zur Mitte des 19. Jahrhunderts war die Kirche baufällig geworden und sollte durch einen Neubau ersetzt werden.
1928 wurde Meßdunk nach Reckahn eingemeindet, 1991 wurde es mit Reckahn dem Amt Lehnin zugeordnet. Im Jahre 2002 wurde Meßdunk ein Ortsteil von Kloster Lehnin.

## Kultur und Sehenswürdigkeiten
In der Mitte des Ortes befindet sich ein kleiner Platz, hier befindet sich auch der Friedhof des Dorfes. Der Friedhof wird noch belegt. Hier stand auch die alte Dorfkirche. Um den Platz befinden sich die Höfe der Kleinbauern. Das Vorwerk existiert nicht mehr, es lag am westlichen Dorfrand.
In der Liste der Baudenkmale in Kloster Lehnin ist für Meßdunk als einziges Baudenkmal die heutige Kirche aufgeführt:
Die heutige Kirche wurde von 1867 bis 1868 am nördlichen Ortsrand im Stil des Historismus erbaut. Mit den Ausführungen wurde der Maurermeister August Eiserbeck aus Golzow beauftragt, dessen Pläne vom Regierungsbaumeister Horn überarbeitet wurden. Die alte Kirche am Friedhof war für „unwürdig“ befunden worden. Im Zweiten Weltkrieg wurde die Kirche beschädigt. Im Jahre 1963 beschädigte ein Blitzschlag die Kirche, Reparaturen blieben trotzdem aus. 1980 sollte die Kirche abgerissen werden, der Abriss wurde aber nicht ausgeführt. Nach der Wende fand von 1990 bis 1993 die Instandsetzung der Kirche statt. Anschließend gründete sich ein Verein, der die Kirche seit dieser Zeit für Konzerte und andere Veranstaltungen nutzt. Im Jahr 1998 wurde die Kirche entwidmet.
Die Kirche ist ein Saalbau aus roten Ziegeln. Zu der Kirche gehört ein Turm im Westen der Kirche und eine Apsis. Die Seitenwände sind in drei Felder eingeteilt, in jedem Feld befinden sich zwei Rundbogenfenster. Der Turm hat zwei Geschosse, die Geschosse werden getrennt durch ein Friesband. Der Turm hat einen spitzen Helm mit vier Giebelfeldern. Die Kirche wurde im 19. Jahrhundert ausgemalt, die Malerei ist weitgehend erhalten geblieben. Die Ausstattung, Kanzel, Orgelprospekt und Empore sind aus der Bauzeit. Sehenswert ist ein Altarretabel aus dem Jahr 1474, das aus dem Vorgängerbau übernommen wurde. Es stammt von Gerard Weger, der auch den Altar in St. Katharinen in Brandenburg an der Havel schuf.